# Mauron
Mauron is een gemeente in het Franse departement Morbihan (regio Bretagne). De plaats maakt deel uit van het arrondissement Vannes. Mauron telde op 1 januari 2022 3.169 inwoners.
Er ligt Station Mauron.

## Geografie
De oppervlakte van Mauron bedroeg op 1 januari 2022 67,23 vierkante kilometer; de bevolkingsdichtheid was toen 47,1 inwoners per km².

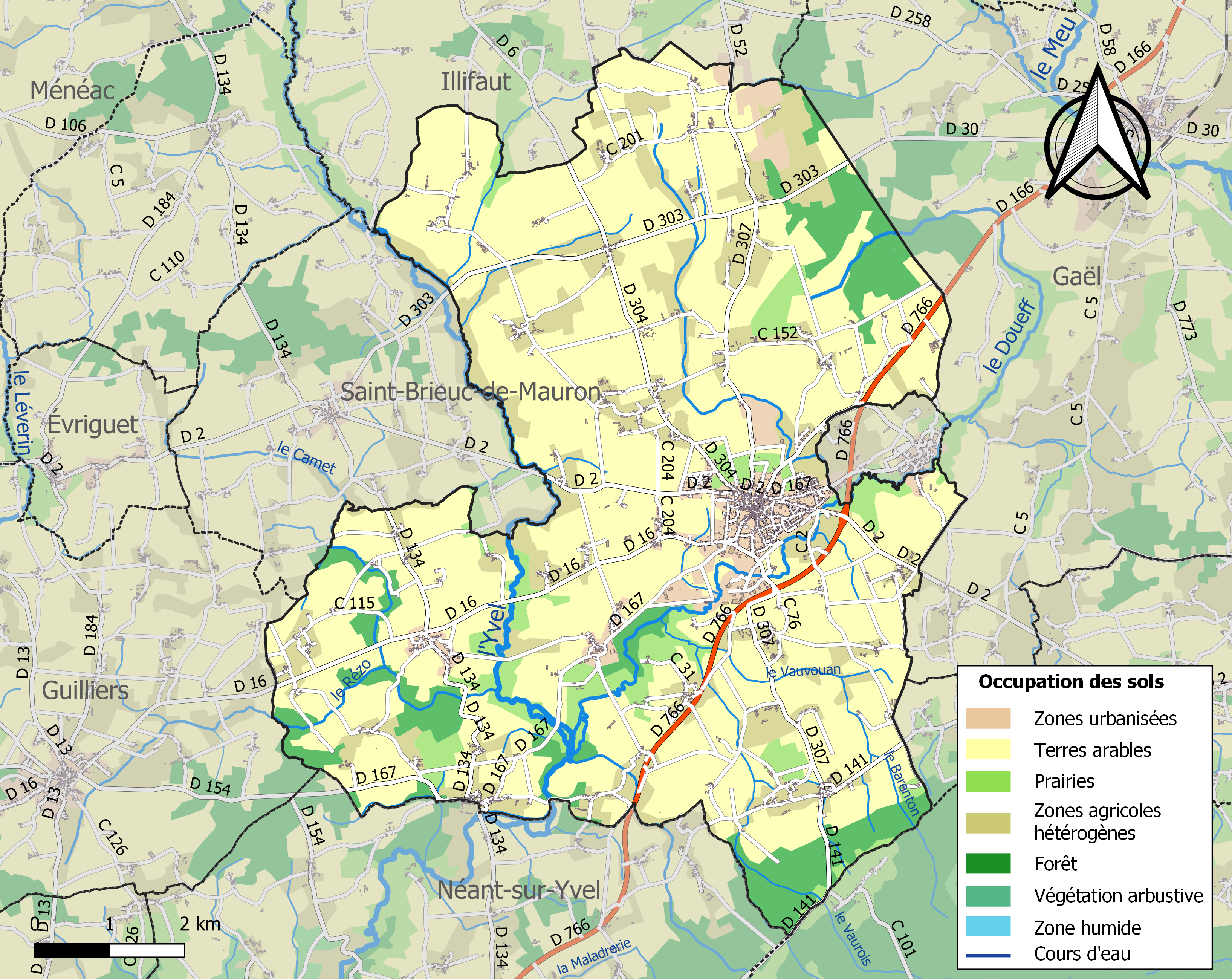
Kaart van de gemeente met de belangrijkste infrastructuur, bodemgebruik en omliggende gemeenten

## Demografie
Onderstaande figuur toont het verloop van het inwonertal, bron: INSEE-tellingen. 